# Matilde Urrutia
Matilde Urrutia Cerda (Chillán, 5 de mayo de 1912 - Santiago, 5 de enero de 1985) fue una cantante y escritora chilena.

## Biografía

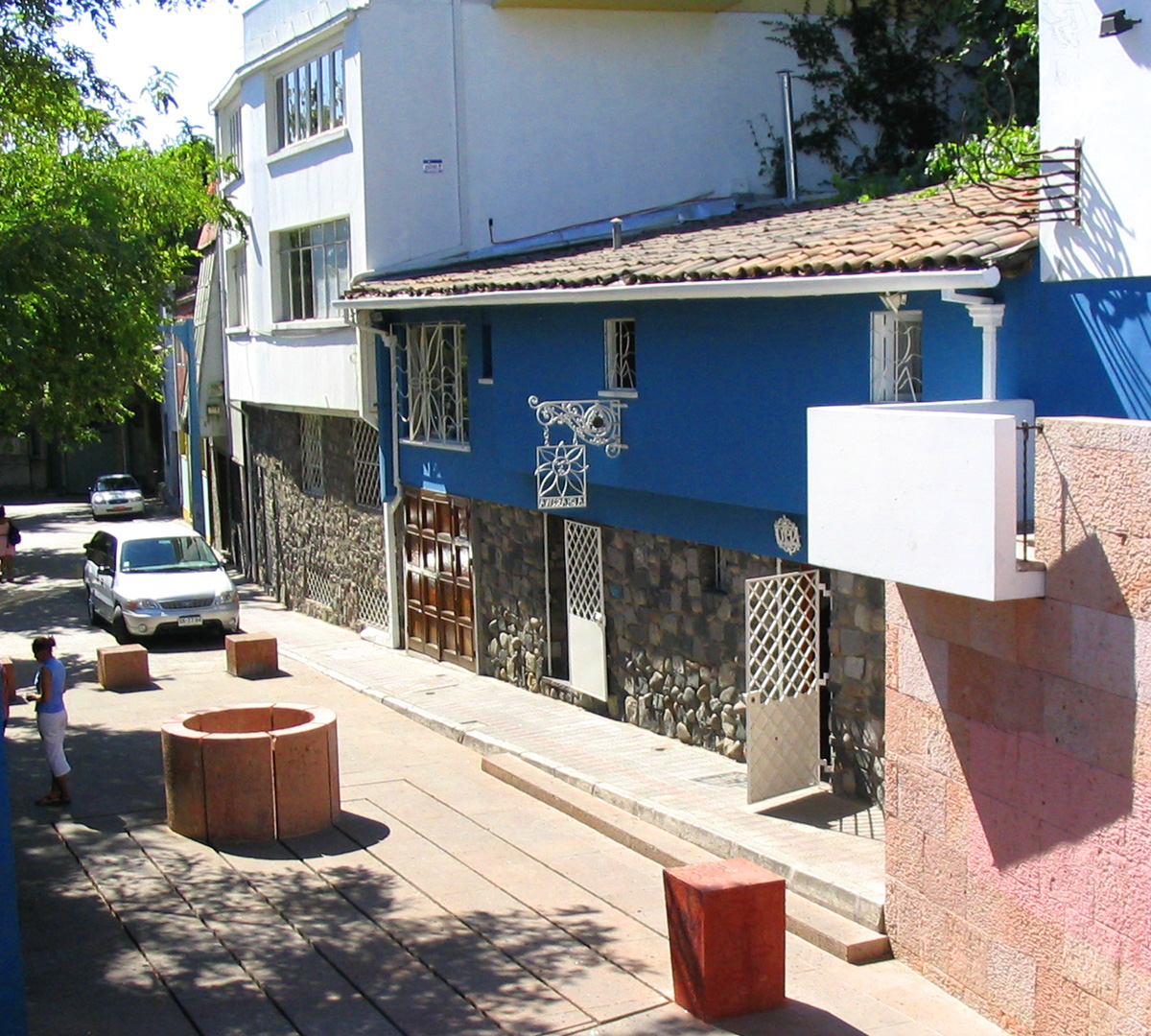
Casa «La Chascona», Santiago.

Nació en Chillán, hija de José Ángel Urrutia y María del Tránsito Cerda. En 1924, llegó a Santiago, donde trabajó y estudió simultáneamente. Aficionada al canto y la guitarra, estudió en el Conservatorio Nacional de Música.
Conoció a Pablo Neruda en el Parque Forestal de Santiago en 1946. Se volvieron a encontrar en México en 1949, mientras Neruda estaba exiliado por ser militante del Partido Comunista de Chile. Urrutia fue la inspiración detrás de la obra Cien sonetos de amor, que incluye una dedicatoria a ella.
Neruda construyó una casa en Santiago llamada «La Chascona» (que en argot chileno significa 'despeinada') en honor a Urrutia, que sirvió como refugio amoroso para ambos —puesto que la noticia de que Neruda tenía un amorío no hubiera sido bien recibida en el público chileno—. En esta casa existe una pintura, hecha por el artista mexicano Diego Rivera, que presenta a Matilde con dos caras y su famoso y largo pelo rojo. Se dice que en la pintura una de las caras representa a la Urrutia cantante que todos conocían y la otra, a la amante de Neruda. En su pelo se esconde la silueta de Neruda, representando su relación secreta.
Después de la muerte de Neruda, Urrutia publicó las memorias de Pablo, Confieso que he vivido. Esto y otras actividades la llevó a entrar en conflicto con la dictadura de Augusto Pinochet, que intentaba suprimir la memoria de Neruda, abierto militante comunista, del inconsciente colectivo.
Falleció de cáncer en Santiago de Chile el 5 de enero de 1985. Sus propias memorias, Mi vida junto a Pablo Neruda, fueron publicadas de manera póstuma en 1986.

## Filmografía
- La lunareja (Bernardo Roca Rey, 1946)[5]